# Templo de Puebla
El Templo de Puebla, México, es uno de los templos construidos y operados por la Iglesia de Jesucristo de los Santos de los Últimos Días, el número 191 en operaciones por la iglesia, el número 14 construido en México y el único templo SUD construido en el estado de Puebla. El Templo de Puebla está ubicado en la colonia Los Cipreses, en el extremo norte de la ciudad, a un constado del Club de Golf Las Fuentes y a poca distancia de la Autopista México-Puebla.
Ubicado a una altitud de 2134 metros sobre el nivel del mar, el templo de Puebla es uno de los templos más elevados de su tipo que hay en el mundo.

## Anuncio
Los planes para la construcción del templo en la ciudad de Puebla fueron anunciados por Russell M. Nelson durante la conferencia general de la iglesia el 7 de octubre de 2018. Otros once templos fueron anunciados al mismo tiempo. Un ejemplar del estilo del templo fue presentado por la iglesia el 24 de septiembre de 2019. La ilustración muestra un pináculo estilo domo que se eleva sobre la entrada principal del templo, reflejando los estilos arquitectónicos de la localidad. El estilo del Templo de Puebla no tiene mayor similtud al estilo contemporáneo clásico en muchos de los templos SUD. La arquitectura del templo se enfoca en el diseño colonial español, icnluyendo tejas rojas en la cúpula y sobre el techo.
La ceremonia de la primera palada tuvo lugar el 30 de noviembre de 2019. La iglesia no ha revelado detalles de la superficie de área del templo.

## Construcción
Luego de la ceremonia de la primera palada en 2019, el inicio de la construcción del inmueble fue pospuesto para comenzar en octubre de 2020 con la excavación del terreno para los cimientos y el sótano del templo. Para abril de 2021, se había vertido el concreto de la fundación y puesto el forjado del nivel principal. Este estaba rodeado por columnas de barras que proporcionará el refuerzo a las paredes exteriores hechas de hormigón. En la parte posterior del templo se construye el centro de reuniones dominicales adjunto al templo.
El 30 de junio del presente año se ha clausurado la obra por parte de la Secretaría de Medio Ambiente, Desarrollo Sustentable y Ordenamiento Territorial.
El templo fue dedicado para sus actividades religiosas el 19 de mayo de 2024 por Gerrit W. Gong, miembro del Cuórum de los Doce Apóstoles.